# Escuela Preparatoria University (Los Ángeles)
La Escuela Preparatoria University (University High School o Uni High) es una escuela preparatoria (high school) en West Los Angeles, Los Ángeles, California, cerca de Westwood y la Universidad de California en Los Ángeles (UCLA). Como parte del Distrito Escolar Unificado de Los Ángeles (LAUSD por sus siglas en inglés), la preparatoria sirve a los barrios de West Los Angeles, Bel-Air, Brentwood, y Westwood.
Originalmente se conocido como Warren G. Harding High School. Su construcción se inició en 1925. El sitio es un área sagrada de los indios Tongva, y se celebran festivales anuales allí. Tiene este sitio sagrado, Manantial Kuruvugna.
La preparatoria es comúnmente utilizado como lugar de rodaje; este financia varios programas.